# Mouvement de juin
Pour le parti politique suédois, voir Liste de juin.
Le Mouvement de juin (en danois : Juni Bevægelsen ou bien Junelisten, liste de juin) est un ancien mouvement politique danois, né le 23 août 1992, pour s'opposer à l'intégration du Danemark au sein de l'Union européenne. Il fut l'instigateur du parti politique européen EUDemocrats.

## Historique
Il prit son nom du référendum de juin 1992 au cours duquel les Danois rejetèrent une première fois le traité de Maastricht, obtenant ce faisant des dérogations comme la non-participation à l'euro ou à certaines politiques de défense intégrées. Son symbole électoral était la lettre J et la fraise.
Il était dirigé par Jens-Peter Bonde, son eurodéputé de 1994 à 2008, auparavant élu depuis 1979 pour le Mouvement populaire contre l'Union européenne. Il démissionna en 2008 pour s'occuper des EUDemocrats.
Lors des élections européennes de 2009, le Mouvement de juin a perdu son unique siège de député et sa présidente annonça alors sa dissolution (pour se présenter un parti doit obtenir au moins 80 000 signatures).

## Élections européennes
| Année | %      | Mandats | Tête de liste    | Rang | Groupe          |
| ----- | ------ | ------- | ---------------- | ---- | --------------- |
| 1994  | 15,2 % | 2 / 16  | Jens-Peter Bonde | 4e   | EDN, puis I-EDN |
| 1999  | 16,1 % | 3 / 16  | Jens-Peter Bonde | 3e   | EDD             |
| 2004  | 9,1 %  | 1 / 14  | Jens-Peter Bonde | 4e   | ID              |
| 2009  | 2,4 %  | 0 / 13  |                  | 8e   |                 |